# Eritrichium tangkulaense
Eritrichium tangkulaense är en strävbladig växtart som beskrevs av Wen Tsai Wang. Eritrichium tangkulaense ingår i släktet Eritrichium och familjen strävbladiga växter. Inga underarter finns listade i Catalogue of Life.